# Ильино (Никольское сельское поселение)
Ильино — деревня в Рамешковском районе Тверской области. Относится к Никольскому сельскому поселению.

## География
Находится в восточной части Тверской области на расстоянии приблизительно 13 км на юго-запад по прямой от районного центра поселка Рамешки на правом берегу реки Медведица.

## История
В 1859 году в деревне 49 дворов, в 1887 — 70 дворов, в 1931 — 74 двора, а 1989 — 33, в 2001 — 29 домов местных жителей и 18 домов — собственность наследников и дачников. В советское время работали колхозы «Пролетарский труд», «Восход», «Заветы Ильича» и совхоз «Тучевский». До 2021 входила в сельское поселение Никольское Рамешковского района до их упразднения.

## Население
Численность населения: 329 человек (1859 год), 355 (1887), 357 (1897, почти все карелы), 408 (1931), 58 (1989), 53 (карелы 74 %) в 2002 году, 55 в 2010.